# 久違的Lip Gloss
《久違的Lip Gloss》（日语：／ Hisashiburi no rippugurosu */?）是日本女子偶像團體AKB48的第60張單曲，於2022年10月19日由國王唱片發行。同名標題曲由千葉惠里擔任Center（中心成員）。

## 簡介
本張單曲與前作《是前男友》相隔五個月發行，是AKB48於2022年發行的第二張單曲。
選拔成員比前作減少4人，從20人變為16人。茂木忍、佐藤綺星初次進入選拔。其中茂木忍在加入AKB48將近11年後才首度進入選拔名單，因此打破整個48集團中最晚成為選拔成員的紀錄。而佐藤綺星則是17期研究生當中首次入選為選拔成員。
前作選拔成員中，除了在同年10月8日宣布畢業的武藤十夢之外，淺井七海、坂口渚沙、田口愛佳、谷口惠、福岡聖菜並未入選。

## 封面寫真
| Type A 初回限定盤 | 岡田奈奈、小田繪里奈、柏木由紀、千葉惠里、茂木忍             |
| Type B 初回限定盤 | 大西桃香、大盛真步、岡部麟、倉野尾成美、本田仁美、山內瑞葵   |
| Type C 初回限定盤 | 小栗有以、佐藤綺星、下尾美羽、向井地美音、村山彩希           |
| Type A 通常盤     | 大西桃香、大盛真步、小田繪里奈、佐藤綺星、千葉惠里、本田仁美 |
| Type B 通常盤     | 岡部麟、小栗有以、柏木由紀、倉野尾成美、下尾美羽、山內瑞葵   |
| Type C 通常盤     | 岡田奈奈、向井地美音、村山彩希、茂木忍                       |
| 劇場盤            | 千葉惠里                                                     |

## 選拔成員

### 久違的Lip Gloss
（中心成員：千葉惠里）
- Team A：岡田奈奈、千葉惠里、向井地美音
- Team K：茂木忍、山內瑞葵
- Team B：大盛真步、柏木由紀
- Team 4：村山彩希
- Team 8／Team A：岡部麟、本田仁美
- Team 8／Team K：大西桃香、小田繪里奈
- Team 8／Team B：小栗有以
- Team 8／Team 4：倉野尾成美、下尾美羽
- 研究生：佐藤綺星

| 第三排 |            | 大西桃香   | 大西桃香 | 下尾美羽 | 下尾美羽 | 佐藤綺星 | 佐藤綺星 | 茂木忍   | 茂木忍     | 小田繪里奈 | 小田繪里奈 |        |
| 第二排 | 倉野尾成美 | 倉野尾成美 | 柏木由紀 | 柏木由紀 | 大盛真歩 | 大盛真歩 | 山内瑞葵 | 山内瑞葵 | 向井地美音 | 向井地美音 | 岡部麟     | 岡部麟 |
| 第一排 |            | 村山彩希   | 村山彩希 | 小栗有以 | 小栗有以 | 千葉惠里 | 千葉惠里 | 本田仁美 | 本田仁美   | 岡田奈奈   | 岡田奈奈   |        |

### Sugar night
「SHOWROOM選拔」名義
（中心成員：本田仁美）
- Team A：岩立沙穗（第2名）、大竹瞳（第4名）
- Team K：山根涼羽（第3名）
- Team B：篠崎彩奈（第6名）
- Team 8／Team A：本田仁美（第1名）
- Team 8／Team K：小田繪里奈（第5名）、大西桃香（第8名）
- Team 8／Team B：小栗有以（第7名）

### Wonderful Love
「AKB48 17期研究生」名義
（中心成員：佐藤綺星）
- 研究生：太田有紀、小濱心音、佐藤綺星、橋本惠理子、畠山希美、平田侑希、布袋百椛、正鑄真優、水島美結、山崎空

### 任性元宇宙
「AKB48 SURREAL」名義
（中心成員：德永羚海）
- Team A：千葉惠里（ERII）
- Team K：山內瑞葵（ZUCKY）
- Team 8／Team B：小栗有以（YUIYUI）、德永羚海（REMI as SURRY）[注 3][4]
- Team 8／Team 4：倉野尾成美（NARU）、下尾美羽（MIU）

### 真的吗
「2nd Generation」名義
（中心成員：坂川陽香）
- Team A：齋藤陽菜、道枝咲
- Team K：小林蘭、下口緋奈奈、田口愛佳、山邊歩夢
- Team B：石綿星南、佐藤美波、鈴木久留美、永野惠
- Team 4：黒須遙香
- Team 8／Team A：御供茉白、髙橋彩香、永野芹佳
- Team 8／Team K：服部有菜、濱咲友菜、奥原妃奈子、上見天乃
- Team 8／Team B：平野光、德永羚海、山田杏華、藤園麗
- Team 8／Team 4：歌田初夏、坂川陽香、吉田華戀、川原美咲

### 命運之歌
「1st Generation」名義
（中心成員：武藤十夢）
- Team A：込山榛香、中西智代梨、福岡聖菜、馬嘉伶、武藤小麟、吉橋柚花
- Team K：市川愛美、武藤十夢、湯本亞美
- Team B：淺井七海、稻垣香織、北澤早紀
- Team 4：大森美優、岡田梨奈、佐佐木優佳里、佐藤妃星、多田京加、谷口惠、長友彩海
- Team 8／Team A：清水麻璃亜
- Team 8／Team K：高橋彩音
- Team 8／Team B：坂口渚沙、左伴彩佳、橋本陽菜
- Team 8／Team 4：吉川七瀨、行天優莉奈、高岡薫